# Powódź (film 1947)
Powódź – polski film dokumentalny z 1947 w reżyserii Jerzego Bossaka i Wacława Kaźmierczaka. 
Film realizowany jako odcinek Polskiej Kroniki Filmowej dokumentuje powódź, która przeszła wiosną 1947 roku przez kraj zniszczony podczas II wojny światowej. Na zlecenie Bossaka operatorzy filmowali zalane tereny w całej Polsce, w tym dwa warszawskie mosty pękające wskutek naporu kry. Zmontowany materiał pozbawiony był komentarza z offu, a ujęciom przedstawiającym powódź towarzyszyła muzyka klasyczna. W 1947 roku Powódź otrzymała nagrodę dla najlepszego filmu dokumentalnego na Festiwalu Filmowym w Cannes. Była to pierwsza powojenna nagroda dla polskiego filmu dokumentalnego.